# Christabel Cockerell

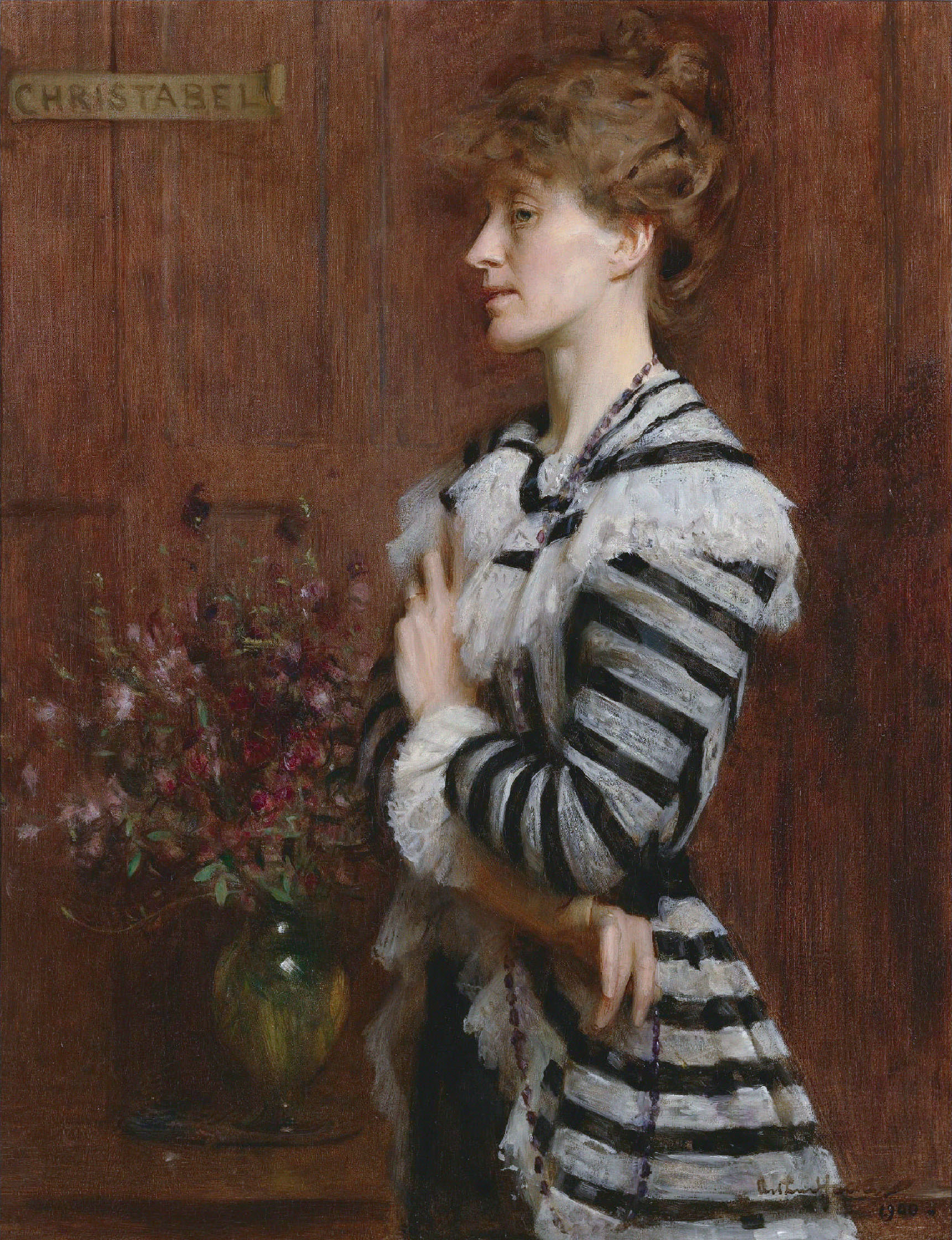
Christabel Cockerell, Lady Frampton von Arthur Hacker (1858–1919)

Christabel Annie Cockerell, Lady Frampton (* 21. Oktober 1864 in London; † 18. März 1951 ebenda) war eine britische Malerin, die sich auf Porträts, Kinderbilder und Landschaften spezialisierte. Sie war mit dem Bildhauer George Frampton verheiratet und Mutter des Malers Meredith Frampton. Ihr Cousin Sydney Cockerell war Sekretär der Kelmscott Press und später angesehener Direktor des Fitzwilliam-Museums in Cambridge, und ihr Ehemann George Frampton war der Bildhauer der Peter-Pan-Skulptur, die in den Kensington Palace Gardens zu sehen ist.

## Leben
Christabel Cockerell wurde 1864 als Tochter von George Russell Cockerell in London geboren. Ab 1882 studierte sie an den Royal Academy Schools, wo sie ihren späteren Ehemann, den Bildhauer George Frampton, kennenlernte. Das Paar heiratete im April 1893 und am 17. März 1894 wurde ihr Sohn Meredith Frampton geboren. Obwohl ihr Mann 1908 geadelt wurde und sie den Titel Lady Frampton erhielt, stellte sie weiterhin unter ihrem Mädchennamen aus.
1910 zog die Familie in ein von George Frampton entworfenes Haus in 90 Carlton Hill, St John’s Wood, London. Das Haus beherbergte ein Atelier für jeden der beiden Künstler. Ihr Atelier wurde als „ein perfekter Malraum, in dem Komfort und Zweckmäßigkeit eine glückliche Verbindung eingehen“ beschrieben. Das Haus wurde 1910 in einem Artikel in The Studio vorgestellt. Christabel Cockerell diente ihrem Mann gelegentlich als Modell; sein Werk Mother and Child zeigt sie mit ihrem Sohn Meredith und wurde 1897 auf der Biennale in Venedig und 1900 auf der Weltausstellung in Paris gezeigt. Nach dem Tod ihres Mannes 1928 stiftete sie 1930 einige ihrer Bronzen der Kunstgalerie des Camberwell Borough Council als Erinnerung an seine Zuneigung zu Camberwell.

## Werk

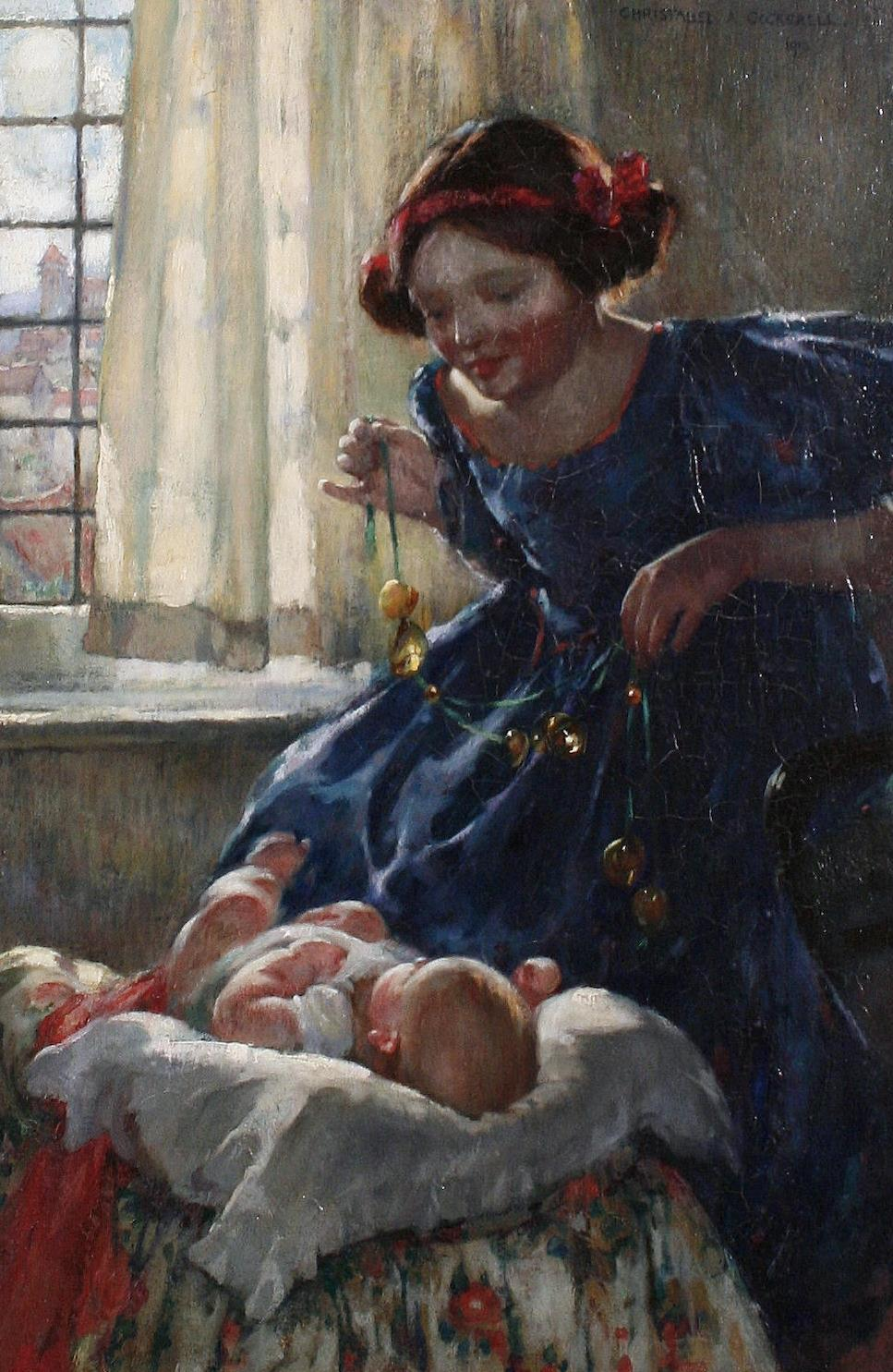
Christabel Annie Cockerell: Entertaining the Baby, 1910

Christabel Cockerell begann ihre Ausstellungstätigkeit 1885 an der Royal Academy und setzte sie bis 1910 unter ihrem Mädchennamen fort. Ihr Werk umfasst Porträts, Kinderbilder und Landschaften. Sie war bekannt für ihre detailreichen und einfühlsamen Darstellungen. Zu ihren bekannten Werken gehören:
- The Day’s Work Done (ca. 1890), ein Porträt einer älteren Frau, ausgestellt in der Grosvenor Gallery.
- In the Hayfield (ca. 1890), Öl auf Holz, heute in einer Londoner Privatsammlung.
- And The Angels Were Her Playmates – from the Childhood of St. Elizabeth of Hungary (1896), Öl auf Leinwand, versteigert bei Sotheby’s London 1992.
- John Passmore Edwards (1899), Porträt des Philanthropen, heute im Hackney Museum.
- Bluebells (1903), ausgestellt an der Royal Academy und abgebildet in Walter Shaw Sparrows Women Painters of the World (1905).
- A Momentous Question (1903), ausgestellt in der New Gallery und der Manchester Art Gallery.
- Morning Play (1910), Darstellung einer Mutter mit Kind.